# Bonkers
Bonkers é um desenho animado dos estúdios Disney. Foi exibido no Brasil pela Rede Globo nos extintos Xou da Xuxa e TV Colosso, pelo SBT no extinto Disney Club e mais tarde no Sábado Animado. Iniciou como segmentos do Raw Toonage em 1992, e estreou como programa em 1993. No Brasil o personagem Bonkers foi dublado por Marco Antônio Costa.

## História
Bonkers J. Bobcat, um lince-vermelho antropomórfico, trabalha com o mal-humorado Lucky Piquel para lutar contra o crime animado.
Além do protagonista, Professor Ludovico, Pato Donald, Mickey Mouse, Pateta, Darkwing Duck, entre outros personagens, participaram de algum episódio do desenho animado.

## Jogos eletrônicos
3 jogos eletrônicos foram lançados tendo Bonkers como protagonista: o primeiro foi lançado pela Capcom, em novembro de 1994, para a plataforma Super NES. No mesmo ano (em outubro), outro jogo com o mesmo nome foi feito para o Mega Drive, enquanto o terceiro, intitulado Bonkers: Wax Up!, cujas plataformas que o suportavam eram o Master System e o Game Gear.